# 波拉美公園站
波拉美公園站（：／ Poramaegongwon yeok */?）是首爾輕電鐵新林線沿線的一座輕軌車站，位於韓國首爾特別市銅雀區新大方洞。

## 車站結構
站體為2面2線側式月台的地下車站，候車月台設有月台幕門，並有2處出口。

### 月台配置
| 波拉美 ↑     |
| \| 上        |
| ↓ 波拉美醫院 |

| 月台 | 路線              | 目的地           |
| ---- | ----------------- | ---------------- |
| 上行 | ●首爾輕電鐵新林線 | 大方、賽江方向   |
| 下行 | ●首爾輕電鐵新林線 | 新林、冠岳山方向 |

## 歷史
- 2022年5月28日：開通啟用。

## 車站周邊
- 波拉美公園（朝鲜语：보라매공원）西側
- 農心集團總部
- 首爾銅雀消防署
- 銅雀區民運動中心
- 氣象廳
- 韓國自由總聯盟（朝鲜语：한국자유총연맹）
- 首爾市東部公園綠地事業所
- 首都女子高校
- 新大方站

## 圖片

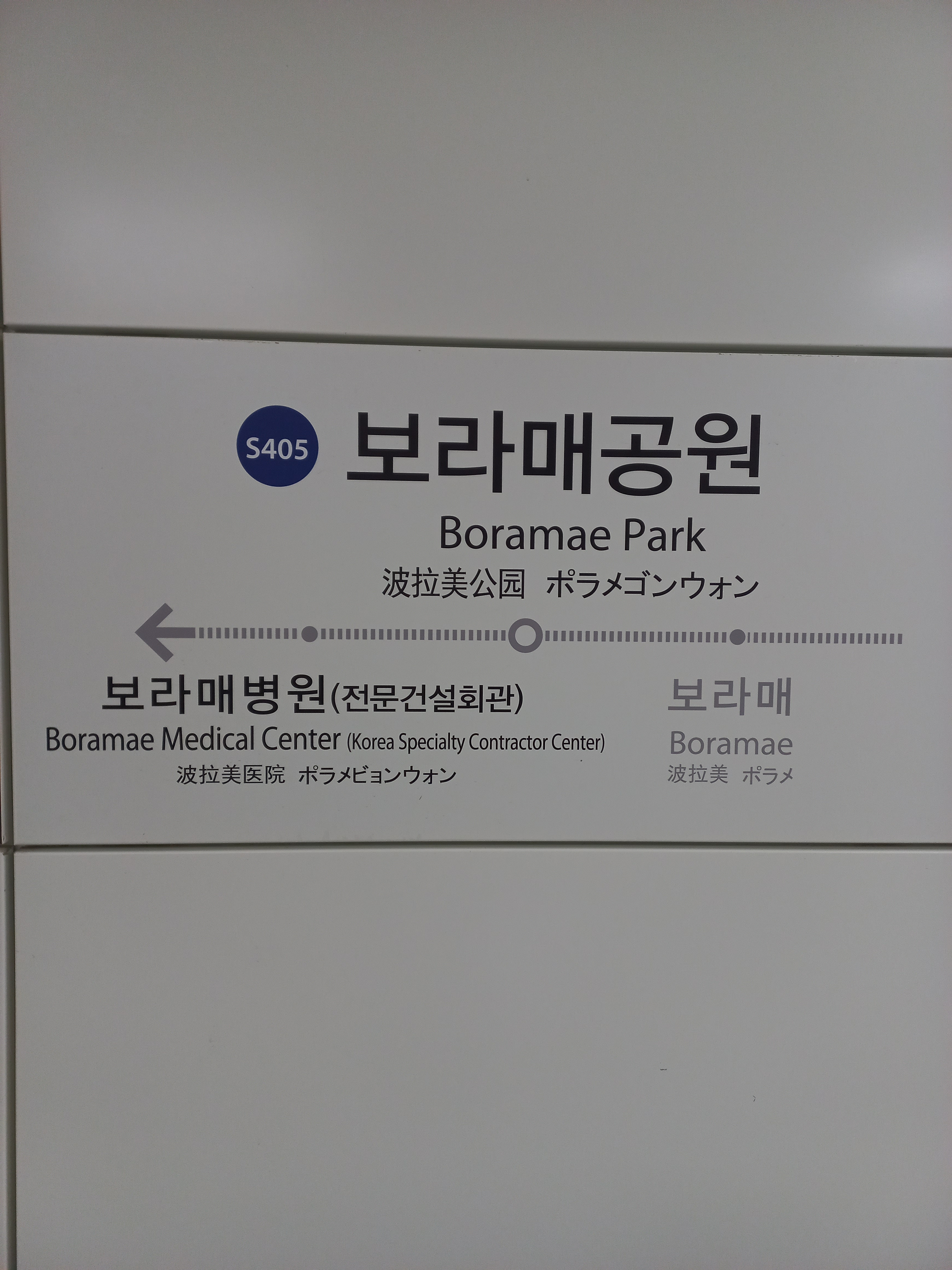
站名牌
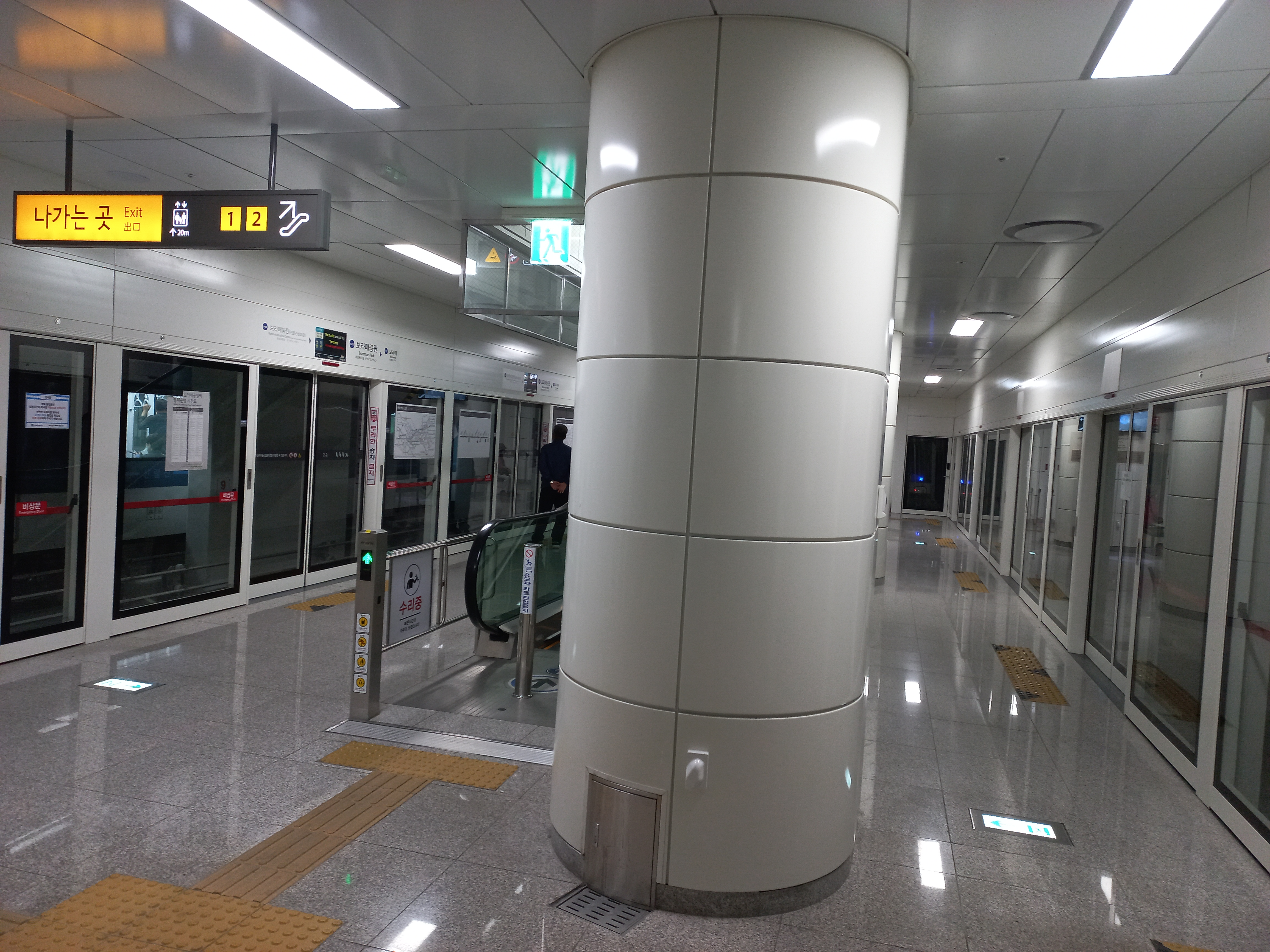
候車月台
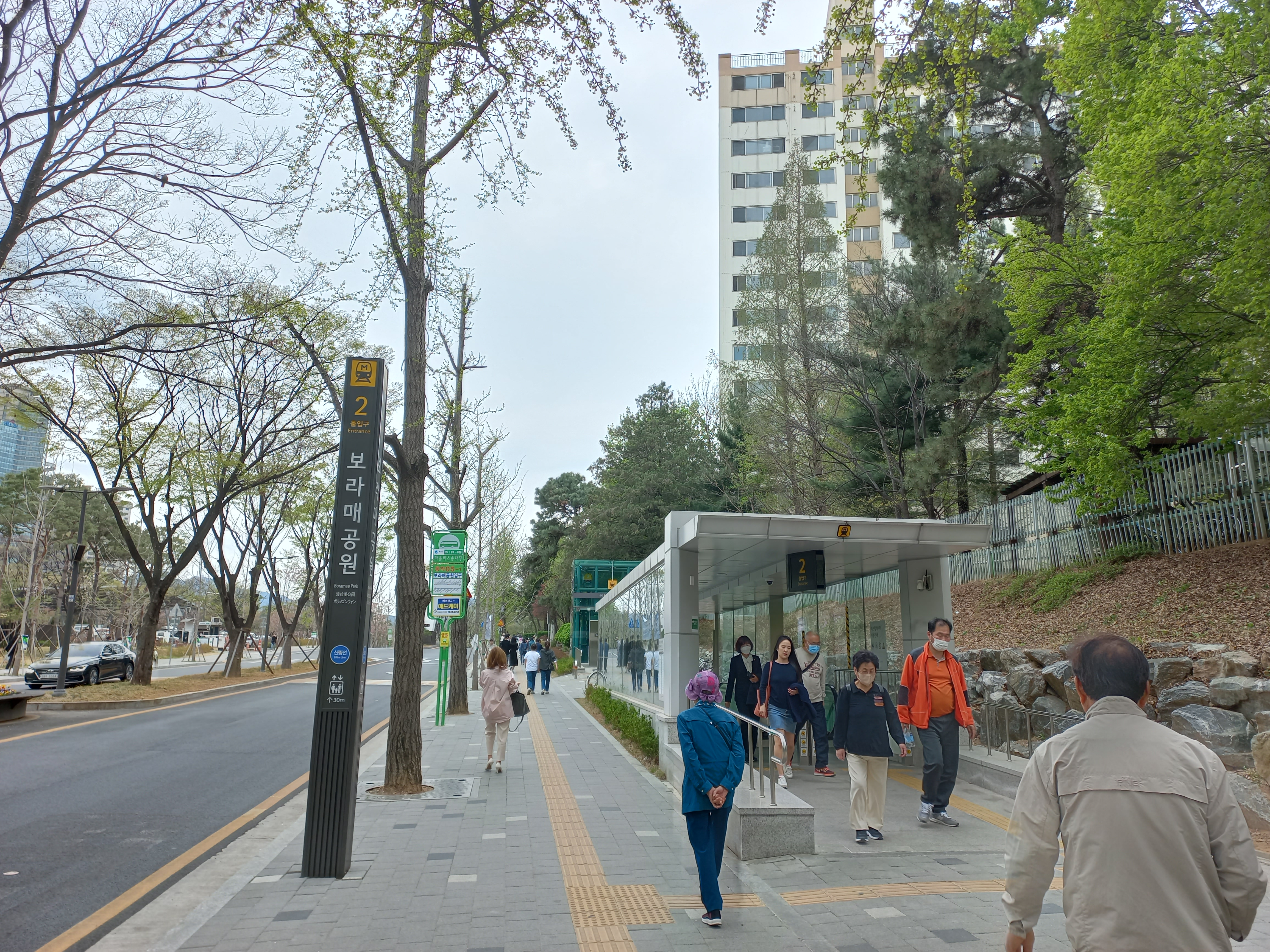
2號出口

## 相鄰車站
南首爾輕電鐵
●首爾輕電鐵新林線
波拉美（S404） －首爾地方兵務廳（S405）－波拉美醫院（S406）